# 田畑修
田畑 修（たばた おさむ、1956年9月21日 - ）は日本の計測工学者。京都大学名誉教授。初代京都先端科学大学工学部長。

## 人物
1979年名古屋工業大学工学部計測工学科卒業。1981年名古屋工業大学大学院工学研究科生産システム工学専攻修士課程修了、豊田中央研究所入社。1993年工学博士。
1996年立命館大学理工学部機械工学科助教授。2000年立命館大学理工学部機械工学科教授、アルベルト・ルートヴィヒ大学フライブルク客員教授。2001年スイス連邦工科大学客員教授。
2003年京都大学大学院工学研究科機械工学専攻教授。2005年京都大学大学院工学研究科マイクロエンジニアリング専攻教授。2010年中国科学院招聘教授、フライブルク大学高等研究所招聘上級研究員。2011年華中科技大学招聘教授。2013年国立成功大学招聘教授。2018年清華大学訪問教授。
2019年に京都大学を早期退職し、京都大学名誉教授の称号を受ける。同年より京都先端科学大学教授を務め、工学部設立にあたり、2020年京都先端科学大学工学部長。

## 訳書
- M.エルベンスポーク, H.V.ヤンセン著『シリコンマイクロ加工の基礎』（佐藤一雄と共訳）シュプリンガー・フェアラーク東京 2001年

## 受賞
- 日本ME学会研究奨励賞 1987年[2]
- 電気学会論文発表賞 1991年[2]
- R&D100Award 1993年、1998年[2]
- センサシンポジウムベストポスタ賞 2002年[2]
- 立命館大学渡辺三彦発明賞受賞 2004年[2]
- センサ・マイクロマシンと応用システムシンポジウム最優秀技術論文賞受賞 2014年[2]
- 電気学会学術振興賞 2017年[2]
- 電気学会業績賞 2017年[2]
- 電気学会フェロー[2]